# Guam en los Juegos Olímpicos de París 2024
Guam estuvo representado en los Juegos Olímpicos de París 2024 por ocho deportistas, siete mujeres y un hombre, que compitieron en seis deportes. 
Los portadores de la bandera en la ceremonia de apertura fueron el atleta Joseph Green y la luchadora Rckaela Aquino. El equipo olímpico guameño no obtuvo ninguna medalla en estos Juegos.